# Słupie (osada leśna)
Słupie – osada leśna w Polsce położona w województwie podlaskim, w powiecie suwalskim, w gminie Suwałki.
W latach 1975–1998 miejscowość administracyjnie należała do województwa suwalskiego.
W pobliżu wsi znajdują się jeziora: na południu Wigry, na południowym zachodzie Długie Wigierskie, na północnym zachodzie Muliczne.